# Tim Brent
Tim Brent (ur. 10 marca 1984 w Cambridge, Ontario) – kanadyjski hokeista.
Jego narzeczoną została Eva Shockey, uprawiająca łucznictwo.

## Kariera klubowa
- Cambridge Winter Hawks (1999–2000)
- Toronto St. Michael’s Majors (2000–2004)
- Cincinnati Mighty Ducks (2004–2005)
- Portland Pirates (2005–2007)
- Mighty Ducks of Anaheim (2006)
- Pittsburgh Penguins (2007)
- Wilkes-Barre/Scranton Penguins (2007–2008)
- Chicago Blackhawks (2008)
- Rockford IceHogs (2008–2009)
- Toronto Marlies (2009–2010)
- Toronto Maple Leafs (2009, 2010–2011)
- Carolina Hurricanes (2011–2013)
- Torpedo Niżny Nowogród (2013)
- Mietałłurg Magnitogorsk (2013-2015)
- Lehigh Valley Phantomss (2015-2016)

Wychowanek Cambridge Hawks. Występował w rozgrywkach OHL, AHL. Był dwukrotnie draftowany do NHL przez Mighty Ducks of Anaheim. W NHL grał w latach 2006-2013. W lipcu 2011 został zawodnikiem, a w lipcu 2011 graczem Carolina Hurricanes. W lipcu 2013 został hokeistą rosyjskiego klubu Torpedo Niżny Nowogród w lidze KHL. Od 20 października 2013 zawodnik Mietałłurga Magnitogorsk (w toku wymiany z Magnitogorska do Niżnego Nowogrodu trafił za niego Justin Hodgman). W maju 2014 przedłużył kontrakt z klubem o dwa lata. Z końcem kwietnia 2015 zwolniony. Od lipca 2015 zawodnik Philadelphia Flyers. Nie zagrał jednak w jego barwach w NHL. We wrześniu 2015 został przekazany do zespołu farmerskiego Lehigh Valley Phantoms w AHL. W maju 2016 ogłosił zakończenie kariery zawodniczej.

## Sukcesy
Reprezentacyjne
- Srebrny medal mistrzostw świata juniorów do lat 20: 2004

Klubowe
- Emms Trophy: 2002, 2004 z Toronto St. Michael’s Majors
- Mistrzostwo dywizji AHL: 2006 z Portland Pirates, 2008 z Wilkes-Barre/Scranton Penguins
- Frank Mathers Trophy: 2006 z Portland Pirates
- Emile Francis Trophy: 2006 z Portland Pirates
- Mistrzostwo konferencji AHL: 2008 z Wilkes-Barre/Scranton Penguins
- F.G. „Teddy” Oke Trophy: 2008 z Wilkes-Barre/Scranton Penguins
- Złoty medal mistrzostw Rosji: 2014 z Mietałłurgiem Magnitogorsk
- Puchar Gagarina – mistrzostwo KHL: 2014 z Mietałłurgiem Magnitogorsk